# Gräsö
Gräsö is een plaats en eiland in de gemeente Östhammar in het landschap Uppland en de provincie Uppsala län in Zweden. De plaats heeft 116 inwoners (2005) en een oppervlakte van 26 hectare. Het complete eiland is 93 km² groot en heeft ongeveer 800 inwoners. Het eiland is bereikbaar met een veerboot uit Öregrund. Ten noorden van het eiland ligt het eiland Örskär een kleiner eiland met een vuurtoren. Ten noordwesten van Gräsö ligt Gräsbådan een kleiner bebost eiland.